# Triacanthagyna trifida
Triacanthagyna trifida là loài chuồn chuồn trong họ Aeshnidae. Loài này được Rambur mô tả khoa học đầu tiên năm 1842.

## Hình ảnh

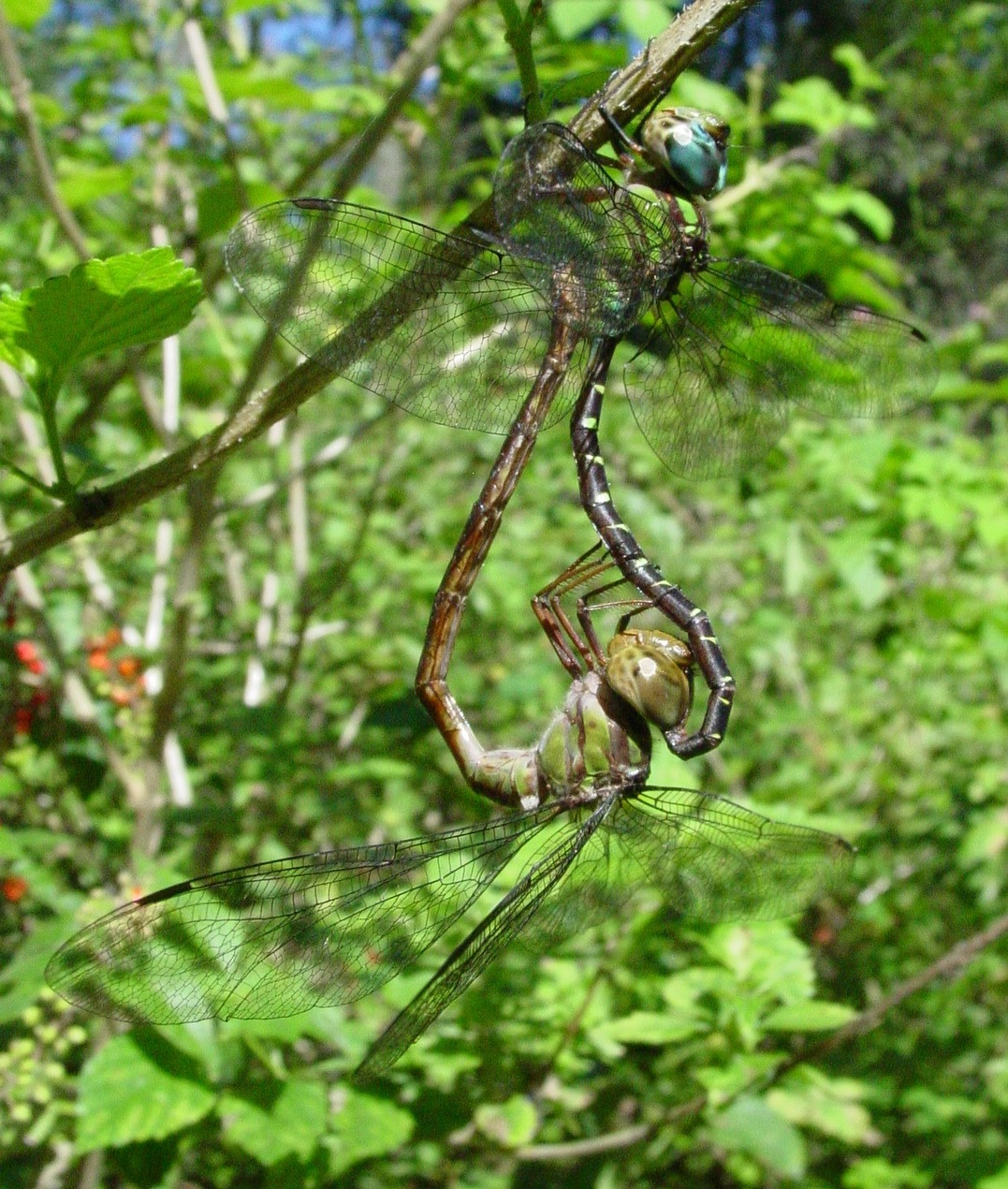